# Challenger de Liberec 2014
El Svijany Open 2014 fue un torneo de tenis profesional jugado en canchas de tierra batida. Se disputó la 2ª edición del torneo que formó parte del circuito ATP Challenger Tour 2014. Se llevó a cabo en Liberec, República Checa entre el 28 de julio y el 3 de agosto de 2014.

## Jugadores participantes del cuadro de individuales

### Cabezas de serie
| País                  | Jugador             | Rank1 | Favorito |
| --------------------- | ------------------- | ----- | -------- |
| Bandera de Uruguay    | Pablo Cuevas        | 60    | 1        |
| Bandera de Eslovenia  | Blaž Rola           | 80    | 2        |
| Bandera de Argentina  | Facundo Bagnis      | 107   | 3        |
| Bandera de Argentina  | Horacio Zeballos    | 117   | 4        |
| Bandera de Argentina  | Facundo Argüello    | 121   | 5        |
| Bandera de Eslovaquia | Norbert Gomboš      | 166   | 6        |
| Bandera de Polonia    | Michal Przysiezny   | 146   | 7        |
| Bandera de Eslovaquia | Miloslav Mečíř, Jr. | 175   | 8        |

- 1 Se ha tomado en cuenta el ranking del día 21 de julio de 2014.

## Jugadores participantes en el cuadro de dobles

### Cabezas de serie
| País                       | Jugador          | País                       | Jugador           | Rank1 | Favorito |
| -------------------------- | ---------------- | -------------------------- | ----------------- | ----- | -------- |
| Bandera de Alemania        | Dominik Meffert  | Bandera de Alemania        | Tim Puetz         | 245   | 1        |
| Bandera de República Checa | Roman Jebavý     | Bandera de República Checa | Jaroslav Pospíšil | 371   | 2        |
| Bandera de Argentina       | Facundo Argüello | Bandera de Uruguay         | Ariel Behar       | 417   | 3        |
| Bandera de Filipinas       | Ruben Gonzales   | Bandera del Reino Unido    | Sean Thornley     | 446   | 4        |

- 1 Se ha tomado en cuenta el ranking del día 21 de julio de 2014.

## Campeones

### Individual Masculino
- Andrej Martin derrotó en la final a  Horacio Zeballos por 1-6, 6-1 y 6-4.

### Dobles Masculino
- Roman Jebavý /  Jaroslav Pospíšil derrotaron en la final a  Ruben Gonzales /  Sean Thornley por 6-4 y 6-3.